# عمر أيوسو
عمر أيوسو (بالإسبانية: Omar Ayuso)‏ هو ممثل إسباني ولد في عام 25 مارس 1998 في مدريد، أشتهر من خلال دوره عمر في مسلسل دراما مراهقين النخبة من إنتاج نتفليكس.

## مسيرته الفنية
وُلد عمر أيوسو في مدريد، إسبانيا ونشأ في مانزاناريس إل ريال، درس في جامعة تشارلز الثالث في مدريد، وهو بالفعل رأى نفسه كممثّل، وفي سن الرابعة عشرة أو الخامسة عشرة شارك في فيلم بيدرو ألمودوبار الذي تم إنتاجه عام 2004 يدعى «التربية السيئة».
في أواخر عام 2017، وبفضل زميله في الفصل ذهب إلى عمر وأظهر له أن نتفليكس تبحث عن شاب يحمل صفات عربية في حوالي عشرين من العمر، وفي عام 2019 ظهر في ثلاثة أفلام قصيرة.

## روابط خارجية
- عمر أيوسو على موقع IMDb (الإنجليزية)
- عمر أيوسو على موقع ميتاكريتيك (الإنجليزية)
- عمر أيوسو على موقع روتن توميتوز (الإنجليزية)
- عمر أيوسو على موقع ألو سيني (الفرنسية)
- عمر أيوسو على موقع قاعدة بيانات الفيلم (الإنجليزية)
- عمر أيوسو على موقع ليتربوكسد (الإنجليزية)
- عمر أيوسو على موقع كينوبويسك (الروسية)